# Kalikasthan (Achham)
Kalikasthan (nep. कालिकास्थान) – gaun wikas samiti w zachodniej części Nepalu w strefie Seti w dystrykcie Achham. Według nepalskiego spisu powszechnego z 2011 roku liczył on 651 gospodarstw domowych i 3423 mieszkańców (1859 kobiet i 1564 mężczyzn).